# Elezioni legislative in Francia del 1837
Le elezioni legislative in Francia del 1837 per eleggere i 464 deputati della Camera dei deputati si sono tenute il 4 novembre. 
Le elezioni anticipate furono invocate dal sovrano Luigi Filippo per cercare di riportare nella Camera una maggioranza favorevole al suo primo ministro Molé, a cui si opponevano sia il centro-sinistra guidato da Adolphe Thiers che il centro-destra "dottrinario" di François Guizot.
I risultati delle elezioni confermarono l'approvazione dell'esecutivo in contrasto all'opposizione combinata Thiers-Guizot. Tuttavia, 296 su 464 deputati erano all'opposizione al governo, che di conseguenza condusse un esecutivo di minoranza occasionalmente supportato dal Terzo Partito di André Dupin. Di conseguenza, solo 2 anni dopo si dovette tornare alle elezioni, dove i ministeriali ritornarono a sedere nelle file "dottrinarie" per evitare l'ascesa delle forze progressiste del "Partito del Movimento".

## Risultati
|          | Totale  | Percentuale (%) | Percentuale (%)  |
| -------- | ------- | --------------- | ---------------- |
| Elettori | 198.836 |                 |                  |
| Votanti  | 151.720 | 76,3            | (su n. elettori) |
| Astenuti | 47.116  | 23,7            | (su n. iscritti) |

| Partito                           | Partito                      | Voti    | % (Seggi) | Seggi |
| --------------------------------- | ---------------------------- | ------- | --------- | ----- |
|                                   | Centro-destra (ministeriale) | 54.922  | 36,2      | 168   |
|                                   | Centro-sinistra              | 46.426  | 30,6      | 142   |
|                                   | Centro-destra (dottrinario)  | 20.937  | 13,8      | 64    |
|                                   | Centro                       | 18.358  | 12,1      | 56    |
|                                   | Sinistra                     | 6.220   | 4,1       | 19    |
|                                   | Destra                       | 4.855   | 3,2       | 15    |
| Totale                            | Totale                       | 151.720 | 100       | 464   |
| Dati: Élections législatives 1837 |                              |         |           |       |